# Ferriprehnita
La ferriprehnita és un mineral de la classe dels silicats.

## Característiques
La ferriprehnita és un silicat de fórmula química Ca₂Fe3+(Si₃AlO10)(OH)₂. Va ser aprovada com a espècie vàlida per l'Associació Mineralògica Internacional l'any 2020, sent publicada per primera vegada el 2021. Cristal·litza en el sistema ortoròmbic. La seva duresa a l'escala de Mohs és 6,5.
L'exemplar que va servir per a determinar l'espècie, el que es coneix com a material tipus, es troba conservata les col·leccions mineralògiques del Museu Nacional de la Natura i la Ciència de Tòquio (Japó), amb el número d'espècimen: m-47662.

## Formació i jaciments
Va ser descoberta a Kouragahana, dins la ciutat de Matsue (Prefectura de Shimane, Japó), on es troba en forma d'agregats radials de cristalls que comprenen tant ferriprehnita com prehnita. Aquests cristalls són tabulars, de fins a 300 µm de llarg, 100 µm d'amplada i 50 µm de gruix. Aquest indret és l'únic a tot el planeta on ha estat descrita aquesta espècie mineral.